# Хетеропатријархат
Хетеропатријархат (од речи хетеро(сексуалност) и патријархат) је социо-политички систем у ком цисродни мушкарци и хетеросексуалност имају ауторитет над цисродним женама и свим другим сексуалним оријентацијама.
Испуњење хетеропатријархата подразумева социјални систем у ком се хетеросексуалност и патријархат разумеју као стандардни и природни, док се друге варијације сматрају абнормалним и одвратним. Хетеропатријархат ствара окружење угњетавања и неједнакости за расне и сексуалне мањине.